# Hydnopolyporus
Hydnopolyporus là một chi nấm thuộc họ Meripilaceae. Chi này phân bố rộng khắp và có ba loài.